# Dwayne Broyles
Dwayne Broyles, né le 10 juillet 1982, à Canton, dans l'Ohio, est un joueur américain de basket-ball. Il évolue au poste d'ailier.